# Gymnobothroides hemipterus
Gymnobothroides hemipterus är en insektsart som beskrevs av Miller, N.C.E. 1932. Gymnobothroides hemipterus ingår i släktet Gymnobothroides och familjen gräshoppor. Inga underarter finns listade i Catalogue of Life.